# FC Twente in het seizoen 2021/22 (mannen)
Het seizoen 2021/22 is het 57e jaar in het bestaan van de Enschedese voetbalclub FC Twente.
Na het kampioenschap in de Eerste divisie in het seizoen 2018/19 en respectievelijk een veertiende en een tiende plaats in de Eredivisie in de twee seizoenen daaropvolgend, komt Twente voor het derde achtereenvolgende seizoen uit in de Eredivisie. Daarnaast neemt zij deel aan het toernooi om de KNVB Beker.
Sinds 2020 is er geen Jong FC Twente meer; de jeugdopleiding inclusief het Onder 21-team is onderdeel van de gezamenlijke FC Twente / Heracles Academie.

## Voorbereiding
Jan Streuer (technisch directeur) en Ron Jans (trainer) zijn voor het tweede seizoen verantwoordelijk voor het eerste elftal van FC Twente. Jans wordt net als in seizoen 2020/21 geassisteerd door Andries Ulderink en Ivar van Dinteren. Jeffrey de Visscher is met ingang van dit seizoen toegevoegd aan de staf en houdt zich met name bezig met de individuele begeleiding van spelers, met het onderhouden van de contacten met de jeugdopleiding en met de verwerking van data.
Van de spelersgroep werd doelverdediger Joël Drommel verkocht aan PSV. Huurspelers Nathan Markelo, Danilo, Issah Abass en Luciano Narsingh keerden niet terug. Het aflopend contract van de aan Willem II verhuurde Lindon Selahi werd niet verlengd.
Nieuw in de selectie zijn doelman Lars Unnerstall (PSV), verdedigers Giovanni Troupée (FC Utrecht) en Robin Pröpper (Heracles Almelo) en aanvallers Virgil Misidjan (PEC Zwolle), Václav Černý (na huurperiode overgenomen van FC Utrecht), Jody Lukoki (Evkur Yeni Malatyaspor), Ricky van Wolfswinkel (FC Basel) en Denilho Cleonise (Genoa). Twente huurde Kik Pierie (2e seizoen, AFC Ajax), Luka Ilić (2e seizoen, Manchester United), Manfred Ugalde (City Football Group), Michel Vlap (RSC Anderlecht), Michal Sadílek (PSV) en Dimitris Limnios (FC Köln). Uit de jeugdacademie kwamen Luca Everink en Jahnoah Markelo. 
Op de slotdag van de transferperiode werden Thijs van Leeuwen en Godfried Roemeratoe verhuurd aan respectievelijk Almere City en Willem II. Queensy Menig werd verkocht aan Partizan Belgrado. Lukoki liep kort na zijn overgang naar Twente een knieblessure op, waardoor hij langdurig uitgeschakeld zal zijn. Ook Kik Pierie raakte in de voorbereiding geblesseerd, waardoor hij de eerste maanden van de competitie miste.

## Selectie en technische staf

### Eerste selectie
Keepers

1. Lars Unnerstall

22. Jeffrey de Lange

30. Ennio van der Gouw

Verdediging

2. Giovanni Troupée

3. Robin Pröpper

4. Julio Pleguezuelo

5. Gijs Smal

15. Kik Pierie

17. Jayden Oosterwolde******

20. Joshua Brenet*******

35. Mees Hilgers

36. Luca Everink

43. Dario Đumić*****

Middenveld

6. Wout Brama 

8. Luka Ilić****

14. Michel Vlap

19. Ramiz Zerrouki

20. Godfried Roemeratoe *

23. Michal Sadílek

32. Jesse Bosch

38. Max Bruns 

40. Casper Staring

Aanval

7. Václav Černý

9. Jody Lukoki*******

10. Virgil Misidjan 

11. Queensy Menig ***

13. Ricky van Wolfswinkel

18. Dimitris Limnios

26. Denilho Cleonise

27. Manfred Ugalde

37. Thijs van Leeuwen **

39. Daan Rots

50. Jahnoah Markelo
Mutaties in het seizoen

* Roemeratoe werd per 31 augustus 2021 verhuurd aan Willem II

** Van Leeuwen werd per 31 augustus 2021 verhuurd aan Almere City FC

*** Menig werd op 1 september 2021 verkocht aan Partizan Belgrado

**** Ilic werd op 21 december 2021 teruggestuurd naar Manchester City

***** Dumić werd op 4 januari 2022 verkocht aan SV Sandhausen

****** Oosterwolde werd op 31 januari 2022 verhuurd met een verplichte optie tot koop aan Parma

******* Brenet tekende op 31 januari voor een halfjaar en kwam over van Hoffenheim

******** Het contract van Lukoki werd op 17 februari 2022 ontbonden na een conflict in zijn privéleven. 3 maanden later, op 9 mei 2022, overleed Lukoki na een zware operatie aan een hartstilstand.

### Technische staf
- Ron Jans (hoofdtrainer)
- Ivar van Dinteren (assistent-trainer)
- Andries Ulderink (assistent-trainer)
- Jeffrey de Visscher (assistent-trainer)
- Sander Boschker (keeperstrainer)
- Jan Streuer (technisch directeur)

## Wedstrijden

### Oefenwedstrijden
| #                                       | Datum             | Wedstrijd                     | Uitslag   |
| --------------------------------------- | ----------------- | ----------------------------- | --------- |
| 1                                       | za. 3 jul 2021    | Sparta Enschede – FC Twente   | 1–8 (1–2) |
| 2                                       | di. 6 jul 2021    | HSC '21 – FC Twente           | 0–2 (0–2) |
| –                                       | za. 10 jul 2021   | SC Cambuur – FC Twente        | afgelast  |
| 12–16 juli 2021: Trainingskamp De Lutte |                   |                               |           |
| 3                                       | vrij. 16 jul 2021 | FC Twente – PEC Zwolle        | 1–0 (1–0) |
| 4                                       | za. 24 jul 2021   | ADO Den Haag – FC Twente      | 2–2 (1–1) |
| 5                                       | za. 24 jul 2021   | ADO Den Haag – FC Twente      | 0–2 (0–2) |
| 6                                       | za. 31 jul 2021   | Arminia Bielefeld – FC Twente | 1–1 (0–1) |
| 7                                       | di. 3 aug 2021    | FC Twente – Venezia FC        | 0–1 (0–0) |
| 8                                       | za. 7 aug 2021    | FC Twente – Lazio Roma        | 0–1 (0–1) |
| 9                                       | zo. 15 aug 2021   | FC Twente – SC Silvolde       | 4–2 (2–0) |
| 10                                      | do. 7 okt. 2021   | FC Twente – Cercle Brugge     | 0–1 (0–0) |
| 11                                      | do. 11 nov. 2021  | FC Twente – Waasland-Beveren  | 1–2 (0–1) |

### Eredivisie
| #                   | Datum                  | Wedstrijd                    | Uitslag   | Doelpunten Twente                     |
| ------------------- | ---------------------- | ---------------------------- | --------- | ------------------------------------- |
| 1                   | za. 14 aug 2021        | Fortuna Sittard – FC Twente  | 2–1 (0–1) | Van Wolfswinkel                       |
| 2                   | zo. 22 aug 2021        | FC Twente – AFC Ajax         | 1–1 (0–1) | Pröpper                               |
| 3                   | za. 28 aug 2021        | SC Cambuur – FC Twente       | 2–0 (0–0) |                                       |
| 4                   | za. 11 sep 2021        | FC Twente – FC Utrecht       | 1–0 (0–0) | Pröpper                               |
| 5                   | zo. 19 sep 2021        | SBV Vitesse – FC Twente      | 1–4 (0–2) | Pröpper (2×), van Wolfswinkel, Vlap   |
| 6                   | do. 23 sep 2021        | FC Twente – AZ               | 3–1 (2–1) | Van Wolfswinkel, Rots, Limnios        |
| 7                   | zo. 26 sep 2021        | sc Heerenveen – FC Twente    | 2–3 (0–2) | van Wolfswinkel, Rots, van Beek (ed.) |
| 8                   | vrij. 1 okt 2021       | FC Groningen – FC Twente     | 1–1 (1–0) | Ugalde                                |
| 9                   | zo. 17 okt 2021        | FC Twente – Willem II        | 1–1 (1–1) | Limnios                               |
| 10                  | zo. 24 okt 2021        | FC Twente – NEC              | 1–2 (0–0) | Misidjan                              |
| 11                  | za. 30 okt 2021        | PSV – FC Twente              | 5–2 (2–2) | Vlap, Zerrouki                        |
| 12                  | vrij. 5 nov 2021       | FC Twente – Heracles Almelo  | 1–0 (1–0) | Hilgers                               |
| 13                  | za. 20 nov 2021        | Sparta Rotterdam – FC Twente | 0–1 (0–0) | Van Wolfswinkel                       |
| 14                  | zo. 28 nov 2021        | FC Twente – Feyenoord        | 0–0 (0–0) |                                       |
| 15                  | zo. 5 dec 2021         | Go Ahead Eagles – FC Twente  | 1–2 (1–0) | Van Wolfswinkel, Zerrouki             |
| 16                  | zo. 12 dec 2021        | FC Twente – RKC Waalwijk     | 2–1 (2–1) | Van Wolfswinkel, Vlap                 |
| 17                  | za. 18 dec 2021        | PEC Zwolle – FC Twente       | 1-3 (0-2) | Limnios, Ugalde, Misidjan             |
| 18                  | wo. 22 dec 2021        | FC Utrecht – FC Twente       | 1-1 (0-1) | Van Wolfswinkel                       |
| W I N T E R S T O P |                        |                              |           |                                       |
| 19                  | za. 15 jan 2022        | FC Twente – sc Heerenveen    | 2-0 (0-0) | Ugalde, van Wolfswinkel               |
| 20                  | za. 22 jan 2022        | Willem II – FC Twente        | 0-1 (0-1) | Sadílek                               |
| 21                  | za. 5 feb 2022         | FC Twente – SBV Vitesse      | 3-0 (2-0) | Bosch, van Wolfswinkel (2×)           |
| 22                  | zo. 13 februari 2022   | AFC Ajax – FC Twente         | 5-0 (1-0) |                                       |
| 23                  | zo. 20 februari 2022   | FC Twente – Go Ahead Eagles  | 2-2 (0-1) | Kramer (Eigen doelpunt), Brenet       |
| 24                  | vrij. 25 februari 2022 | RKC Waalwijk – FC Twente     | 1-2 (0-1) | Van Wolfswinkel, Limnios              |
| 25                  | zo. 6 maart 2022       | FC Twente – SC Cambuur       | 1-0 (0-0) | Pröpper                               |
| 26                  | zo. 13 maart 2022      | AZ – FC Twente               | 0-1 (0-0) | Brenet                                |
| 27                  | za. 19 maart 2022      | FC Twente – PEC Zwolle       | 1-0 (1-0) | Rots                                  |
| 28                  | za. 2 april 2022       | FC Twente – PSV              | 3-3 (3-1) | Van Wolfswinkel (2x), Vlap            |
| 29                  | za. 9 april 2022       | NEC – FC Twente              | 0-2 (0-0) | Misidjan, Limnios                     |
| 30                  | vrij. 22 april 2022    | FC Twente – Sparta Rotterdam | 2-0 (1-0) | Van Wolfswinkel, Vlap                 |
| 31                  | za. 30 april 2022      | Heracles Almelo – FC Twente  | 1-1 (1-1) | Smal                                  |
| 32                  | za. 7 mei 2022         | FC Twente – Fortuna Sittard  | 1-2 (1-2) | Van Wolfswinkel                       |
| 33                  | wo. 11 mei 2022        | FC Twente – FC Groningen     | 3-0 (1-0) | Černý, Limnios (2x)                   |
| 34                  | zo. 15 mei 2022        | Feyenoord – FC Twente        | 1-2 (0-2) | Limnios, Smal                         |

### KNVB Beker
| # | Datum            | Wedstrijd              | Uitslag         | Doelpunten Twente |
| - | ---------------- | ---------------------- | --------------- | ----------------- |
| 1 | wo. 27 okt. 2021 | O.S.S. '20 – FC Twente | 0–2 (0–1)       | Zerrouki (2×)     |
| 2 | wo. 15 dec. 2021 | FC Twente – Feyenoord  | 2-1 (1-1) (0-0) | Troupée, Ugalde   |
| 3 | wo. 19 jan. 2022 | FC Twente – AZ         | 1-2 (0-0)       | Van Wolfswinkel   |

## Doelpuntenmakers
| Land                 | Speler                | Eredivisie | KNVB Beker | Totaal |
| -------------------- | --------------------- | ---------- | ---------- | ------ |
| Vlag van Nederland   | Ricky van Wolfswinkel | 16         | 1          | 17     |
| Vlag van Griekenland | Dimitris Limnios      | 8          | 0          | 8      |
| Vlag van Nederland   | Robin Pröpper         | 5          | 0          | 5      |
| Vlag van Nederland   | Michel Vlap           | 5          | 0          | 5      |
| Vlag van Costa Rica  | Manfred Ugalde        | 3          | 1          | 4      |
| Vlag van Algerije    | Ramiz Zerrouki        | 2          | 2          | 4      |
| Vlag van Nederland   | Virgil Misidjan       | 3          | 0          | 3      |
| Vlag van Nederland   | Daan Rots             | 3          | 0          | 3      |
| Vlag van Nederland   | Joshua Brenet         | 2          | 0          | 2      |
| Vlag van Nederland   | Gijs Smal             | 2          | 0          | 2      |
| Vlag van Nederland   | Jesse Bosch           | 1          | 0          | 1      |
| Vlag van Tsjechië    | Václav Černý          | 1          | 0          | 1      |
| Vlag van Nederland   | Mees Hilgers          | 1          | 0          | 1      |
| Vlag van Tsjechië    | Michal Sadílek        | 1          | 0          | 1      |
| Vlag van Nederland   | Giovanni Troupée      | 0          | 1          | 1      |

Ajax ·
AZ ·
SC Cambuur ·
Feyenoord ·
Fortuna Sittard ·
Go Ahead Eagles ·
FC Groningen ·
sc Heerenveen ·
Heracles Almelo ·
N.E.C. ·
PEC Zwolle · 
PSV ·
RKC Waalwijk ·
Sparta Rotterdam ·
FC Twente ·
FC Utrecht ·
Vitesse ·
Willem II